# Casa de bojos
Casa de bojos (títol original: Madhouse) és una pel·lícula de comèdia del 1990 dirigida per Tom Ropelewski, interpretada per John Larroquette i Kirstie Alley. Ha estat doblada al català.

## Argument
Els cònjuges Mark Bannister (John Larroquette) i Jessie (Kirstie Alley) van a viure en una vila a Santa Monica. La seva vida és tranquil·la fins a l'arribada dels parents i amics que envaeixen la casa. En veuran de tots els colors.

## Repartiment
- John Larroquette: Mark Bannister
- Kirstie Alley: Jessie Bannister
- Alison La Placa: Claudia,
- John Diehl : Fred,
- Jessica Lundy: Bernice,
- Bradley Gregg: Jonathan,
- Dennis Miller: Wes
- Robert Ginty: Dale
- Wayne Tippit: Mr. Grindle
- Paul Eiding: Stark
- Aeryk Egan: C.K.
- Deborah Otto: Katy

## Al voltant de la pel·lícula
- La recaptació de Casa de bojos en els EUA ha estat de 21.036.771 dòlars.
- L'actor calb Mark Bringelson, que en la pel·lícula actua en un petit rol en el paper d'un policia és l'actor què dos anys després va interpretar Timms a The Lawnmower Man.
- La banda sonora dels títols de començament i de final és Let's Dance del cantant italoanglès Chris Rea, treta del seu àlbum Dancing with strangers del 1987.
- La pel·lícula va sortir als EUA el 16 febrer de 1990.